# Minuartia groenlandica
Minuartia groenlandica là loài thực vật có hoa thuộc họ Cẩm chướng. Loài này được (Retz.) Ostenf. mô tả khoa học đầu tiên năm 1920.